# 贝托纳
贝托纳（義大利語：Bettona），是意大利佩鲁贾省的一个市镇。总面积45.2平方公里，人口4402人，人口密度97.4人/平方公里（2009年）。ISTAT代码为054003。